# Гамзат-бек
Гамза́т-бек или Хамза-бек бин Искандар-бек ал-Хузади (араб. حمزة بك الهوزادى‎; 1789, Гоцатль, Аварское ханство — 19 сентября 1834, Хунзах, Аварское ханство) — северо-кавказский военно-политический и религиозный деятель, имам Дагестана и Чечни. Участник Кавказской войны. 
Выходец из бекского сословия, приближенный к семье аварских ханов. Получил исламское образование, стал известен как учёный-арабист. Командовал отрядом войск Аварского ханства в восстании в Тарковском шамхальстве в 1829 году. Принимал активное участие в джихадистском движении первого имама Дагестана и Чечни Гази-Мухаммада против России и её дагестанских сторонников. В 1830 годах поднял крупное антироссийское восстание в Джаро-Белоканах, в результате которого был арестован русскими властями, но усилиями кюринского хана был отпущен, вернулся к военным действиям. После смерти Гази-Мухаммада в 1832 году Гамзат-бек был избран новым лидером. В период своего имамства, не отвлекаясь на противостояние России, вёл борьбу с не подчинившимися ему дагестанскими правителями. В 1834 году захватил Аварское ханство и истребил ханскую семью. Убит в Хунзахе в результате кровной мести сторонниками ханов, среди которых были молочные братья ханов Осман и Хаджи-Мурат.

## Биография

### Становление
Родился в 1789 году в аварском ауле Гоцатль, принадлежал к роду Нуцаби. Отец Алискендер-бек был успешным военачальником Аварского ханства, он участвовал в набегах на Кахетию и борьбе против Российской империи, был визирем Умма-хана V и советником Султан-Ахмед-хана. Мать, в отличие от отца, не принадлежала к бекскому сословию, поэтому Гамзат-бек считался чанкой.
Первым учителем был Дибир-кади — секретарь Умма-хана. В 1801 году после окончания коранической школы, в двенадцатилетнем возрасте, был отправлен на воспитание в Чох к Махаду-эфенди, известному богослову, у которого Гамзат-бек получил исламское образование. В свободное время увлекался стрельбой из ружей. В возрасте 24 лет вернулся в Гоцатль. Затем продолжил обучение у Саида Араканского, популярного на тот момент алима. Следующим учителем стал Нурмухаммад-кади из Хунзаха. Изучил арабский язык, риторику, фикх и прочие науки, во время обучения жил в ханском доме. После завершения учёбы в Хунзахе вернулся в родной аул и женился на двоюродной сестре Патуч, дочери бека Имам-Али. После смерти отца Гамзат-бек раздал большую часть своего имущества нуждающимся. 
По описанию исследователя Хаджи-Мурада Доного, Гамзат-бек обладал обаятельной внешностью, был молчалив, решителен, смел, на удивление окружающих фаталистически спокоен в опасные для жизни моменты. Согласно словам современника, он был высок ростом, строен, лицо его было приятным и красивым, также среди его качеств отмечались терпение, решительность и весёлость. По воспоминаниям сына и внука Хаджи-Мурата, Гамзат-бек был известен как хороший учёный-арабист. Он носил на голове белую, серую или чёрную чалму.

### Движение Гази-Мухаммада
В 1828 году исламскими богословами Дагестана Гази-Мухаммад был избран имамом для ведения джихада против России и их местных подданных феодалов. В следующем году в Тарковском шамхальстве началась борьба за престол шамхала между братьями Сулейман-пашой и Абу-Муслимом. Абу-Муслим при помощи Гази-Мухаммада и дагестанских феодалов начал восстание. В конфликт вмешалась и аварская ханша Баху-Бике, которая отправила для поддержки Абу-Муслима отряд под командованием Гамзат-бека, её доверенного человека. Но восстание было подавлено русскими войсками.
Вскоре Гамзат-бек под влиянием проповеди присоединился к Гази-Мухаммаду непосредственно и стал его ближайшим соратником. Он возглавил отряд гоцатлинцев. В феврале 1830 года участвовал в походе Гази-Мухаммада на Хунзах, столицу Аварского ханства. Штурмующее Хунзах войско было разделено на две части: одним руководил Гази-Мухаммад, другим — Шамиль и Гамзат-бек. Второй отряд штурмовал аул со стороны кладбища Гвандини. Им удалось пробиться внутрь, но пришлось укрепиться в домах и отстреливаться от хунзахцев. Тем временем в отряде Гази-Мухаммада начался беспорядок и ему пришлось отступить. Гамзат-бек и Шамиль продолжали отбиваться. При наступлении темноты они попытались прорваться, но их остановили и загнали в западню. Негодовавшая толпа угрожала жизни пойманных. Но за них заступился почётный местный житель Дарбиш Нур-Мухаммад из Инхо и их отпустили.
Весной атаковал русский отряд майора Корганова, шедший в Дженгутай, сам Корганов сумел выжить. В начале осени имам Гази-Мухаммад после жалоб джаро-белоканцев на русские власти отправил туда Гамзат-бека с отрядом. Гамзат-бек он занял село Мацех, конвой начальника Лезгинской линии Андронникова был разбит. Имам угрожал русской администрации в Грузии. 14 ноября русские под командованием генерала Сергеева атаковали и вернули укреплённое село. Вскоре восстание в Джаро-Белоканах было подавлено. Из-за зимних условий Гамзат-бек не смог отступить обратно к имаму и был вынужден вступить в переговоры с русскими, но вместе со своим братом попал под арест, под конвоем их доставили в Тифлис. В начале 1831 года благодаря заступничеству Аслан-хана Кюринского и даче аманатов был освобождён, после чего он вернулся к имаму.
В ноябре 1831 года был одним из руководителей обороны крепости Агач-Кала от русских войск. В июле 1832 года вёл боевые действия против русских в Джаро-Белоканах. 2—3 июля под Йол-Сус-Тавом был ранен в бою, но продолжил руководство операцией в июле—августе в Чартале.
В октябре 1832 года Гази-Мухаммад был осаждён в Гимры. Тем временем Гамзат-бек находился у Ирганая. Гази-Мухаммад надеялся, что на поддержку придёт Гамзат-бек, его отряд был единственной надеждой на выход из окружения. Благодаря деятельности русской пропаганды, которая рассылала поддельные обращения Гази-Мухаммада, Гамзат-бек был введён в заблуждение и не успел вовремя прийти на помощь имаму. Когда он дошёл, Гази-Мухаммад был уже убит.

### Имамство

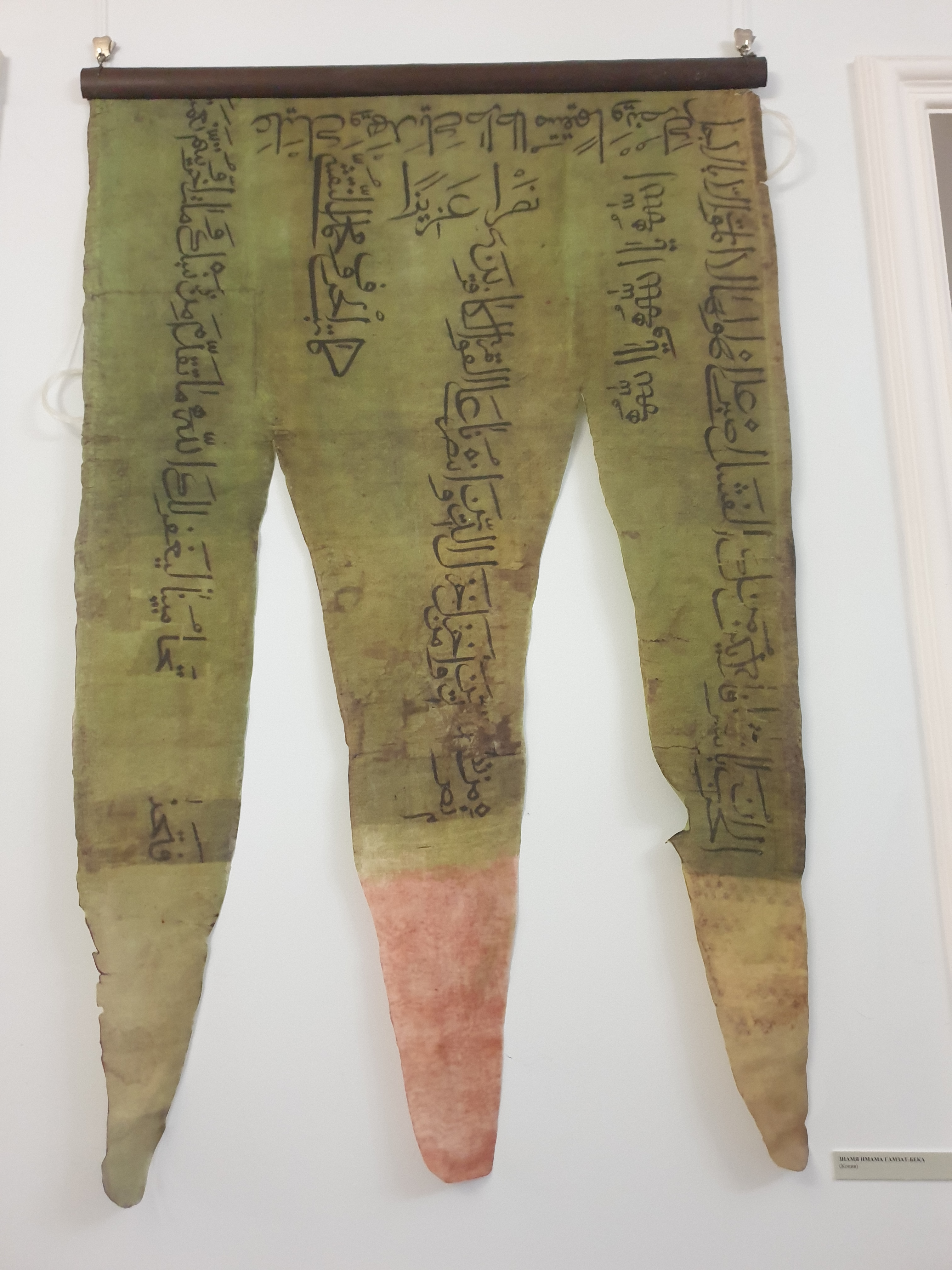
Копия знамени Гамзат-бека. Национальный музей Республики Дагестан им. А. Тахо-Годи

Реконструкция знамени Гамзат-Бека. Трёхконцовое, зелёное. Арабоязычная надпись на знамени гласит. «Среди ужасов битвы не слабей духом ни одной минуты. Будь твёрд перед опасностями, смерть не приходит раньше часа, назначенного волей Всевышнего».

После смерти Гази-Мухаммада встала необходимость избрать следующего имама. В январе 1833 года было решено избрать имамом Гамзат-бека. Были собраны народное совещание и совет алимов. Сведения о процессе избрания Гамзат-бека имамом Дагестана противоречивы: есть версии, что он был избран в Гоцатле, Ирганае, Короде. Разноречивость в источниках говорит о том, что избрание нового имама сопровождалось борьбой между различными силами. Часть присутствующих была недовольна назначением, но подчинилась. Другим главным кандидатом был Шамиль, но Гамзат-бек имел перед ним преимущества в соратниках, материальных средствах и был известным чанкой из ханского дома. Нового имама поздравила мать Гази-Мухаммада и передала ему казну её сына в 16 тысяч рублей серебром. Сначала имам имел поддержку только в некоторых аварских селениях. Он контролировал Гоцатль, Ашильта, Гимры, Телетль и Могох.
Первыми действиями Гамзат-бека в качестве имама было покорение неподконтрольных аулов. В начале августа 1833 года он взял Ирганай, далее — Аракани. С 21 по 25 августа под Аракани шло сражение между Гамзат-беком и войсками шамхала и мехтулинского хана. 25 августа ханы отступили и имам победил. Далее он двинулся на Унцукуль, который сдался 3 сентября. Имам покорил значительную часть Нагорного Дагестана и представлял угрозу выхода на равнину. Гамзат-бек пошёл покорять Андалальское общество для дальнейшего похода на Акушу. Необходимо было захватить стратегический пункт — большой аул Гергебиль. В начале 1834 года антиимамские силы в Дагестане, среди которых были феодалы и кадии, решили покончить с восстанием Гамзат-бека. Тарковский Абу-Муслим, мехтулинский Ахмед-хан III, акушинский Мухаммад-кади и другие сформировали коалицию. Но они потерпели от имама крупное поражение у Гергебиля. Гамзат-бек захватил Гергебиль, но двигаться на равнину он не стал, так как сил на такую крупную операцию было недостаточно.
За два года имамства он подчинил большинство аварских земель, непокорным оставался только Хунзах под руководством ханши Баху-Бике, которая надеялась помощь от русских. Он рассылал по Дагестану обращения с призывом к джихаду, в ответ на которые горцы массово стекались в Гоцатль. К 1834 году его войско, по русским данным, насчитывало более 20 тысяч солдат. В марте Баху-Бике пыталась отравить имама. При этом Гамзат-бек предпринимал попытки наладить отношения с ханшей, чтобы вместе с хунзахцами воевать с русскими.
Летом было решено брать Хунзах. В августе 1834 года имам подошёл к Хунзаху с 12-ти тысячным отрядом. Ханше Баху-Бике было предложено принять шариат, отказаться от связей с русскими и присоединиться к войне против них. В ином случае им грозил штурм. Первоначально она попробовала отбиться имевшимися у неё силами, но затем была вынуждена вступить переговоры. Она отправила кадия Нурмухаммада, чтобы тот передал, что она согласна ввести шариат, попросила отправить учёного, который их в этом проинструктирует. Но от ведения войны с русскими она отказалась, обещав, что в случае чего не будет помогать им против имама. Имам ответил, что отправит учёного-шариатиста, но предъявил требование выдать своего сына Булача аманатом. На следующий день она отправила Булача с почётными хунзахцами. Гамзат-бек отправил его в Гоцатль под надзор. Он приказал ханше отправить своих сыновей Нуцала и Умма-хана на переговоры с ним. Явился только Умма-хан. Так как Умма-хан долго не возвращался Баху-Бике отправила и Нуцала, чтобы тот передал имаму, чтобы он оставил их в покое. Когда Нуцал явился, 13 августа в лагере, когда в нём не было Гамзат-бека, начался конфликт между сторонами. Ссора переросла в резню. Братья-ханы и их сопровождение были убиты.

На следующий день имам вошёл и поселился в ханском дворце. Он приказал убить оставшихся членов ханской семьи, в том числе ханшу. Булач оставался в плену, но впоследствии и он был убит при имаме Шамиле. Кроме Булача в живых оставили беременную жену Нуцала. Имам истребил также ханов Чупановых и ругуджинских ханов Султаниловых. Жёсткие действия вызвали недовольство хунзахцев. 

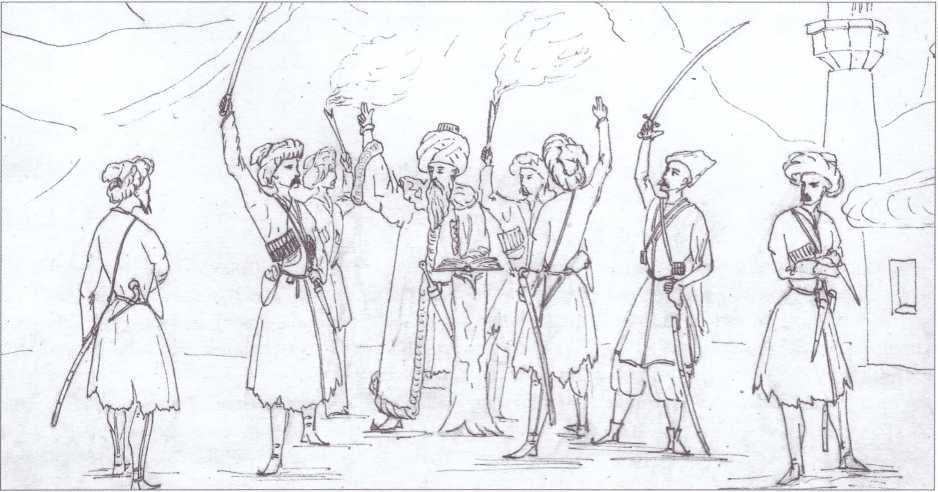
Рисунок великого князя Константина Николаевича «Клятва аварцев освободить отечество от Гамзат-Бека [в 1834 г.]»

Лидер чеченских повстанцев Ташев-Хаджи Эндиреевский признал власть имама Гамзат-бека над собой. 
В сентябре с 15-тысячным отрядом имам занял село Куппа и потребовал от акушинцев и цудахарцев, которых возглавляли Мухаммад-кади Акушинский и Аслан-кади Цудаханский, присоединиться к нему под угрозой истребления. Они отказались. Произошло боестолкновение, в итоге которого Гамзат-бек, проиграв, вынужден был отступить в Хунзах. Против имама в Северный Дагестан была начата экспедиция русским генерал-майором Ланским. Вернувшись в Хунзах, имам начал планировать новые походы для подчинения оставшихся территорий Дагестана. Он рассылал в покорные ему области призыв собрать все силы в Хунзахе.

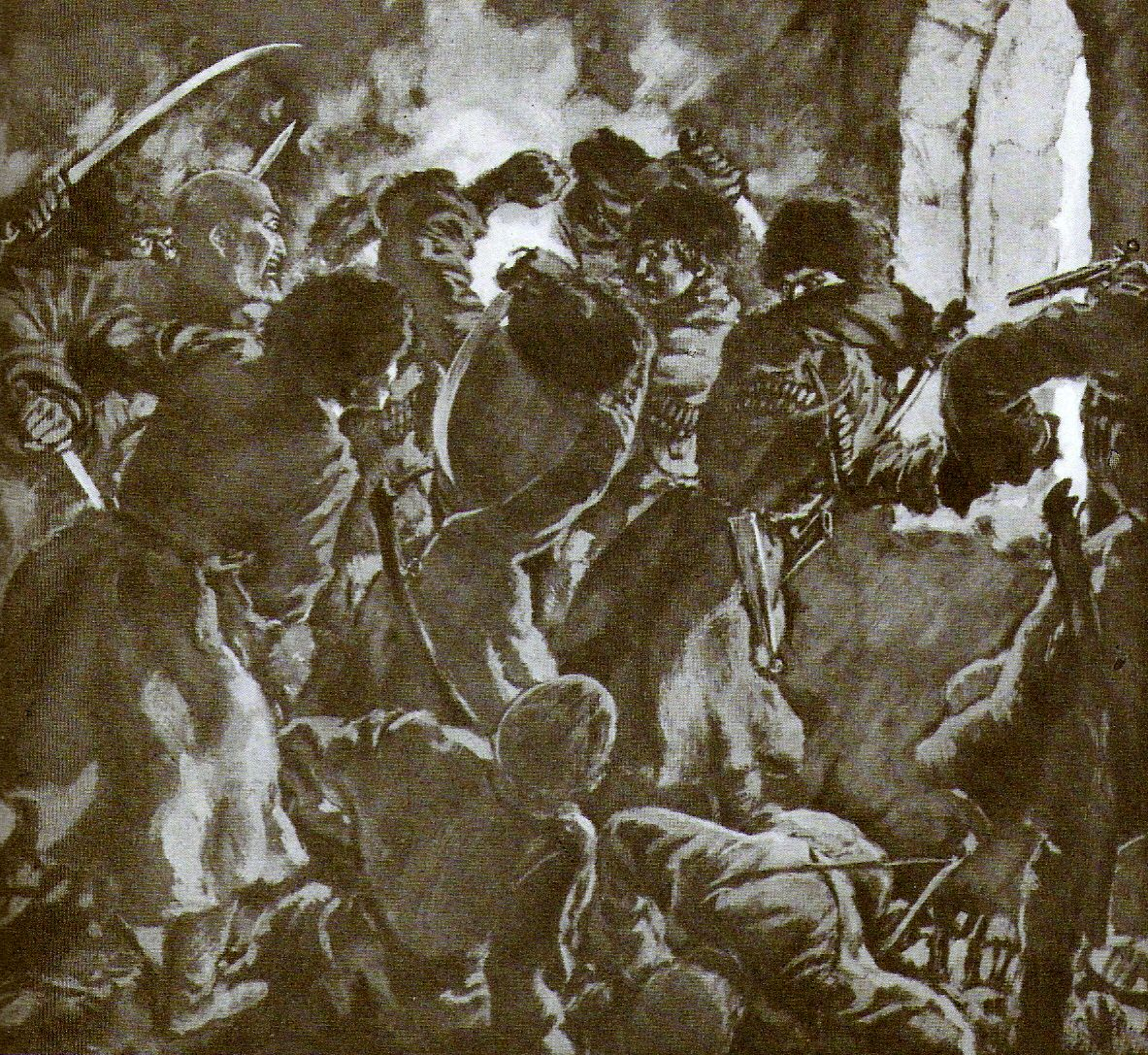
Картина Евгения Лансере «Схватка в мечети», изображающая убийство имама

19 сентября 1834 года в пятницу в главной хунзахской мечети имама убили заговорщики, во главе которых были объявившие кровную месть имаму молочные братья ханов — Осман и Хаджи-Мурат, убийство совершил Осман ударом кинжала. Личная гвардия имама убила Османа и укрепилась в ханском доме, но были заживо сожжены. Гамзат-бека похоронили в Хунзахе, к власти в ханстве пришёл Хаджи-Мурат. Вскоре новым имамом был избран Шамиль, как писал аль-Карахи, Гамзат-бек ещё при жизни выбрал его своим преемником.

## Политика
Гамзат-беку были подконтрольны Нагорный Дагестан и юг Чечни, который ранее был под влиянием аварских ханов. Новый имам продолжил политику своего предшественника по распространению шариата, истреблению горской знати и конфискации их владений, а также его тактику быстрых набегов на общины и феодальные владения.
Продолжил начатое имамом Гази-Мухаммадом строительство исламского государства на Северном Кавказе. Он объявил столицей Гоцатль, там построили жильё для муртазеков, пороховой завод и прочие атрибуты столицы, с южной и северной сторон город начали укреплять. 14 августа 1834 года столицу перенесли в захваченный Хунзах, туда перевезли казну. Имам закончил формирование структуры управления в Имамате — разветвлённой сети заместителей-наибов, которые были наместниками и представителями имама в каждом из районов Имамата. Эту структуру использовал впоследствии и Шамиль. Помимо наибов назначались казначеи и другие сотрудники. По приказу имама в Хунзахе начали строить большую соборную мечеть. В областях создали воинские формирования ополчения, руководимые наибами. Как и во времена Гази-Мухаммада, при Гамзат-беке войско пополнялось по квотам. К примеру, Койсубулинское общество обязалось предоставлять одного вооружённого воина с 20 домов, в июле 1834 года дагестанским ханам имам приказал предоставить в ополчение одного человека с каждых десяти. 
Гамзат-бек давал убежище русским солдатам-дезертирам, в том числе поляку-рядовому Брановскому. Существует распространённый исторический миф, что из этих дезертиров он сформировал отряд своих личных телохранителей, он не посягал на их религиозные и национальные права, отряд с такой важной функцией был поручен именно им, так как русские дезертиры не имели социальных корней в местном обществе и были зависимы только от имама, одеты они были как горцы и выглядели так же. Показания впоследствии пойманного русскими Брановского противоречат информации о подобной гвардии имама. В действительности его личной охраной занимались его солдаты-горцы. Перед битвой отряды имама распевали шахаду: «Ля́ Иля́ха илля Лла́х» (араб. لا اله الا الله‎). Своим последователям Гамза-бек приказал стричь усы в уровень с верхней губой и оставлять бороду клином, нарушение каралось заключением в яме и 40 палочными ударами по пятам. Было также приказано поверх папахи надевать чалму.
В отличие от своего предшественника, имам Гамзат-бек решил сконцентрироваться на вопросе закрепления своей власти среди кавказцев, не отвлекаясь на походы против русских. Имам хотел закончить войну и установить с Россией мирные соседские отношения. Он переговаривался с русским командованием о перемирии, если русские не будут препятствовать шариату. Ему предлагали явиться лично в Темир-Хан-Шуру для обсуждения, но он отказался. Перестав получать ответы, имам попросил шамхала быть посредником между ними, не зная, что шамхал и был тем, кто подстрекал русских не церемониться с ним. Барон Розен передал Гамзат-беку, что если он хочет перемирия и отправиться в Мекку, то нужно отдать своего сына в качестве аманата. Он дал согласие, выставив требование отдать в ответ сына шамхала. Розен ответил, что «слова русского офицера должно быть достаточно», на этом переписка закончилась.
В августе 1833 года из-за активности посланцев имама в Чечне русские были вынуждены отменить свои планы на поход против черкесов.

## В историографии
Царская пропаганда преподносила Гамзат-бека как кровожадного убийцу, «дикаря-полузверя», «хитрого предателя». Распространялась версия, что убийство ханов Гамзат-беком якобы было подстроено Аслан-ханом Кюринским, у которого были плохие отношения с Баху-Бике, но первые русские донесения о случившемся говорили о другом. Многие горцы поверили в это. Шамилю пришлось опровергать такие слухи, он поклялся, что у Гамзат-бека не было намерений убивать ханов, но ссору начали младшие ханы, первые схватившие оружие. Имперские исследователи публиковали выдуманные описания некоторых событий, которые якобы остались в памяти очевидцев. Так, царский историк Александр Неверовский писал, что во время встречи с переговорщиками от ханши имам приказал «подстричь усы присланным ханшей почётным жителям, проколоть им ноздри и продеть через них нитки с привязанными к ним кускам хлеба (чурека), запретив под смертной казнью вынимать их прежде прибытия в Хунзах. Поступок варварский, достойный сына дикой природы!». Известный дагестанский историк Гасан Алкадари крайне негативно отзывался о Гамзат-беке и осуждал его за убийство «несовершеннолетнего мусульманина и слабой старухи».
Западноевропейская историография XIX века содержит ряд мистификаций об Имамате. Так, немецкий писатель Фридрих Боденштедт утверждал о русских телохранителях имама, пересказывая с ошибками легенду, которую озвучил К. И. Прушановский.
Одним из главных трудов о Кавказской войне в советской историографии является книга Николая Покровского, где Гамзат-беку уделена глава с критическим анализом его жизнедеятельности, автор пересматривает царскую концепцию о вероломстве и кровожадности имама и показывает, что имам не был виновен в случившемся с ханами в его лагере. Покровский отмечает, что тот факт, что Булач, который оставался в плену у Гамзат-бека, так и не был убит при нём, не вяжется с версией о преднамеренном убийстве других ханов.
Кавказовед Владимир Дегоев в 2001 году издал книгу о событиях того периода и подвергся критике за её содержание. Так, автор без ссылки на источник заявил, что Баху-Бике была обезглавлена во время чтения Корана, или, что Шамиль был в Хунзахе во время убийства Гамзат-бека и смог незаметно ускользнуть, хотя известно, что его там не было. Опираясь на «мифологическое, а значит по-своему строго упорядоченное мышление горцев», Дегоев пишет о «варварских» мерах Гамзат-бека, его, как считает исследователь, «настолько одолевала жажда власти, что совладеть с ней было выше его сил».
Несмотря на наличие множества трудов по теме Кавказской войны, исследований, касающихся конкретно Гамзат-бека почти нет. В 2012 году дагестанские исследователи Хаджи-Мурад Доного и Сергей Касумов выпустили книгу «Имам Гамзат», а в 2016 году Касумов написал кандидатскую диссертацию на тему «Военно-политическая деятельность второго имама Гамзат-бека в Дагестане в 20-30-е гг. XIX века».

## В культуре
- Сторонники Гамзат-бека в память об имаме поставили над его могилой каменную стелу, но хунзахцы сломали её. В 1856 году Хунзах ненадолго был захвачен силами имама Шамиля, его наиб приказал соорудить над могилой Гамзат-бека мавзолей, но скоро город вернулся к русским и сооружение было разрушено. После завершения Кавказской войны мавзолей был отреставрирован, но до начала XX века на него продолжались атаки вандалов. На стеле вырезан исторический панегирик в 21 строку о трёх имамах[40].
- Установлена памятная доска в Гоцатле[52].

- Память об имаме сохранилась в фольклоре дагестанских народов, где он описывается как шахид, убитый мунафиками. Одновременно с этим в некоторых устных преданиях Гамзат-бек характеризуется в негативном свете, особенно в хунзахских[40].

- Л. Н. Толстой в повести «Хаджи-Мурат», описывая последние часы жизни наиба Хаджи-Мурата добавил такие строки «Что ж, будем биться, как Гамзат,— подумал Хаджи-Мурат». А Гамзат в песне бился, окруженный врагами, — безвыходно, смертельно[53].

- Художественный фильм «Рай под тенью сабель» (1992). Георгий (Гия) Дарчиашвили в роли Гамзат-бека[54].
- Художественный фильм «Имам Шамиль. Последний бой имама» (2005). Магомедарипхаджи Дарбишев в роли Гамзат-бека[55].

- Хореографическая драма «Имам Шамиль» включает ряд выступлений с Гамзат-беком[56].

- В 1999 году отряды Шамиля Басаева и амира Хаттаба осуществили вторжение в Дагестан, один из ключевых этапов которого назвали «операция „Имам Гамзат-бек“»[57].